# Dinastía bahrí

El Sultanato mameluco de Egipto durante la dinastía bahrí.

La dinastía bahrí o mamelucos bahriyya (en turco: Bahri Hanedanı, en árabe: al-mamālik al-baḥarīyya, المماليك البحرية) fue una dinastía mameluca de origen cumano-kipchak que gobernó el sultanato mameluco de Egipto de 1250 a 1382. Sustituyó a la dinastía ayubí, que había gobernado la región hasta entonces, y, cuando desapareció, le sucedió una segunda dinastía mameluca, la buryí.
Su nombre, bahriyya, significa “del río”, en referencia a la ubicación de su asentamiento original en la isla Roda en el Nilo (Nahr al-Nil), donde se hallaba un castillo construido por el sultán ayubí As-Salih Ayyub.

## Historia
Los mamelucos forman uno de los más poderosos y ricos imperios de la época, que dura desde 1250 hasta 1517 en Egipto, el norte de África y el Levante – Cercano Oriente.

### Desarrollo
En 1250, cuando el sultán ayubí Al-Salih Ayyub murió, los mamelucos que había poseído como esclavos asesinaron a su hijo y heredero Al-Muazzam Turanshah y Shajar al-Durr, la viuda de Al-Salih, devino la sultana de Egipto. Se casó con el atabeg (comandante en jefe) y emir Aybak y abdicó en este, que reinó de 1250 a 1257. Aybak, intento independizarse de su protectora y acabó asesinado por orden de ella. La rápida reacción del atabeg Qutuz (fiel al sultán asesinado) impidió el retorno al poder de Shajar al-Durr, la cual acabó ejecutada. Qutuz, impuso como sultán marioneta a Al-Mansur Nur al-Din Ali, hijo de Aibak, y poco después depuso a este sultán y asumió el poder efectivo como sultán.
Los mamelucos consolidaron su poder en diez años y, finalmente, establecieron la dinastía bahrí. El saqueo de Bagdad en 1258 realizado por los mongoles de Hulagu (nieto de Gengis Kan y fundador del Ilkanato), que destruyó efectivamente el Califato abasí, coadyuvó en este proceso. Como consecuencia, El Cairo ganó en importancia y los mamelucos la tomaron por capital.
Los mamelucos eran poderosos guerreros de caballería, mezcla de las prácticas de los pueblos esteparios turcos de la que fueron dibujados y la sofisticación organizativa y tecnológica y la equitación de los Árabes. En 1260 los mamelucos derrotaron a un ejército mongol del Ilkanato en la batalla de Ain Jalut en la actual Israel y, finalmente, obligaron a los invasores a retirarse a la zona de la actual Irak. La derrota de los mongoles a manos de los mamelucos mejoró la posición de los mamelucos en el sur de la cuenca mediterránea. Baibars, uno de los líderes en la batalla, se convirtió en el sultán después del asesinato del sultán Qutuz de camino a casa.
En 1250 Baibars fue uno de los comandantes de los mamelucos que defendió Al Mansura contra los caballeros de la Cruzada de Luis IX de Francia, que más tarde fue definitivamente derrotado, capturado en Fariskur y redimido. Baibars también había participado en la toma del poder de los mamelucos en Egipto. En 1261, después de que él se convirtió en sultán, estableció una califa abasí marioneta en El Cairo (Al-Mustánsir II, que había escapado de la masacre de su familia en Bagdad), y los mamelucos lucharon contra los remanentes de los estados cruzados en Palestina hasta que finalmente capturaron Acre en 1291.

#### Tártaros
Muchos tártaros se establecieron en Egipto y fueron empleados por Baibars. Este derrotó a los mongoles en la batalla de Elbistan y envió al califa abasí Al-Mustánsir II con sólo 250 hombres a intentar retomar Bagdad, pero no tuvo éxito, pues este fue emboscado y muerto por los mongoles. En 1266 devastó la Cilicia armenia y en 1268 se recuperó Antioquía de los cruzados. Además, él luchó contra los selyúcidas (vasallos del Ilkanato), y Hashshashin; él también extendió el poder musulmán en Nubia, por primera vez, antes de su muerte en 1277.
El sultán Qalawun aplastó una rebelión en Siria, encabezada por Sunqur al-Ashqar en 1280, y también derrotó otra invasión de los mongoles en 1281, acaudillada por el ilkan Abaqa, cerca de Homs. Después de superar la amenaza de los mongoles, recobró Trípoli de los cruzados en 1289. Su hijo Jalil capturó Acre, la última ciudad de los cruzados, en 1291.
Los mongoles del ilkan Ghazan (convertido al islam) emprendieron una invasión en 1299, pero fueron derrotados nuevamente en 1303. Los sultanes mamelucos entraron en relaciones con la Horda de Oro del kan Ozbeg, que se convirtió al islam, y firmaron un tratado de paz con los mongoles en 1322. Como el islam prohibía explícitamente que un musulmán tome a otro musulmán como esclavo; el caso fue que la población túrquica kipchak de la Horda de Oro abandonó su paganismo tengrianista convirtiéndose al islam y los mamelucos, así, perderían su lucrativa fuente de esclavos. La Horda de Oro supliría esta carencia de esclavos para los mamelucos, echando mano de las poblaciones de Circasia (cherqueses, adigueses, cabardinos, etc.), región montañosa del norte del Cáucaso, todavía paganas.
El sultán Al-Nasir Muhammad se casó con una princesa mongola en 1319. Sus relaciones diplomáticas eran más amplios que los de cualquier sultán anterior, e incluyó a búlgaros, indios, y abisinios potentados, así como el papa, el rey de Aragón y el rey de Francia. Al-Násir Muhámmad organizó la reexcavación de un canal en 1311 que unía Alejandría con el Nilo. Murió en 1341.

### Disolución
Los constantes cambios de los sultanes que siguieron llevaron a un gran desorden en las provincias. Mientras tanto, en 1349 en Egipto y el Levante, se propagó la Muerte Negra, que afectó a gran parte de la población. Los mamelucos de origen circasiano comenzaron a tener una gran importancia política.
En 1382 el último sultán bahrí, Hajji II, fue destronado y el sultanato fue asumido por el emir circasiano Barquq. Fue expulsado en 1389, pero regresó al poder en 1390 y estableció la siguiente dinastía, la buryí.

## Lista de los sultanes mamelucos de la Dinastía Bahrí de Egipto
- 1250	Shajar al-Durr (viuda de al-Salih Ayyub), asesinada
- 1250-1257 al-Muizz Izz-al-Din Aybak al-Jawshangir al-Turkmani as-Salihi (mameluco de origen túrquico turcomano), asesinado
- 1257-1259 al-Mansur Nur-al-Din Ali (hijo del sultán Aybak)
- 1259-1260 al-Muzaffar Saif-al-Din Qutuz (mameluco de origen túrquico kipchak), asesinado
- 1260-1277 al-Zahir Rukn-al-Din Baibars al-Bunduqdari (mameluco de origen túrquico kipchak)
- 1277-1280 al-Said Nasir-al-Din Muhammad Barakah Kan (hijo del sultán Baibars)
- 1280 al-Adil Badr-al-Din Salamish (hijo del sultán Baibars)
- 1280-1290 al-Mansur Saif-al-Din Qalawun al-Alfi as-Salihi (mameluco de origen túrquico kipchak)
- 1290-1294 al-Ashraf Salah-al-Din Khalil ibn Qalawun (hijo del sultán Qalawun), asesinado
- 1294-1295 an-Nasir Nasir-al-Din Muhammad ibn Qalawun (hijo del sultán Qalawun) primer reinado
- 1295-1297 al-Adil Zayn-al-Din Kitbugha ibn Abd-Allah al-Mansuri al-Turki al-Mughli (mameluco de origen mongólico oirate)
- 1297-1299 al-Mansur Husam-al-Din Lajin al-Mansuri (mameluco de origen germánico)
- 1299-1309 an-Nasir Nasir-al-Din Muhammad ibn Qalawun segundo reinado
- 1309-1310 al-Muzaffar Rukn-al-Din Baybars II al-Jashankir al-Mansuri (mameluco de origen circasiano), ejecutado
- 1310-1340 an-Nasir Nasir-al-Din Muhammad ibn Qalawun tercer reinado
- 1340-1341 al-Mansur Saif-al-Din Abu-Bakr (hijo del sultán Muhammad ibn Qalawun), ejecutado
- 1341-1342 al-Ashraf Ala'a-al-Din Kujuk (hijo del sultán Muhammad ibn Qalawun), asesinado en 1345
- 1342 an-Nasir Shihab-al-Din Ahmad (hijo del sultán Muhammad ibn Qalawun), asesinado en 1344
- 1342-1345 al-Salih Imad-al-Din Abu al-Fida Ismail (hijo del sultán Muhammad ibn Qalawun)
- 1345-1346 al-Kamil Saif-al-Din Shaban (hijo del sultán Muhammad ibn Qalawun), ejecutado
- 1346-1347 al-Muzaffar Saif-al-Din Hajji (hijo del sultán Muhammad ibn Qalawun), ejecutado
- 1347-1351 an-Nasir Badr-al-Din al-Hasan Abu al-Ma'ali Nasir al-Din (hijo del sultán Muhammad ibn Qalawun) primer reinado
- 1351-1354 as-Salih Salah-al-Din Salih (hijo del sultán Muhammad ibn Qalawun)
- 1354-1361 an-Nasir Badr al-Din al-Hassan Abu al-Ma'ali Nasir-al-Din segundo reinado, asesinado
- 1361-1363 al-Mansur Salah-al-Din Muhammad (hijo del sultán Hajji)
- 1363-1376 al-Ashraf Abu al-Ma'ali Zein-al-Din Shaban (hijo del príncipe Husayn ibn Muhammad ibn Qalawun), asesinado
- 1376-1382 al-Mansur Ala-al-Din Ali (hijo del sultán Shaban II)
- 1382	al-Salih Salah Zein-al-Din Hajji II (hijo del sultán Shaban II) primer reinado
- 1382-1389 az-Zahir Saif-al-Din Barquq ibn Anas (mameluco de origen circasiano), de la Dinastía Burŷí
- 1389-1390 al-Salih Salah Zein-al-Din Hajji II segundo reinado (con el título honorífico al-Muzaffar o al-Mansur), restauración temporal bahrí.

- Datos: Q248786
- Multimedia: Bahri dynasty / Q248786